# 马大夫纪念医院

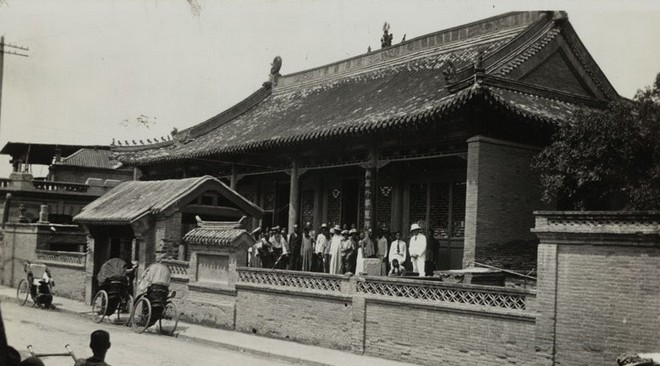
原坐落于天津法租界海大道的马大夫纪念医院

马大夫纪念医院，始建于1861年，是英国驻天津军队在天津法租界紫竹林一带的随军门诊部，是现代西方医学传入天津的起点。1868年，更名为英国伦敦会施诊所。1880年，该门诊部主管权转交给英国基督教伦敦会，传教医师马根济将医院扩建为英国伦敦会施医院。1924年1月，医院重建后，为纪念其创始人马根济，更名为“马大夫纪念医院”。1940年，马大夫纪念医院被日军占领并改为“同仁会天津诊疗班”。1945年，天津市政府将其改名为“天津临时第一医院”，后归英国基督教伦敦会恢复旧名马大夫纪念医院。
中华人民共和国成立后更名为天津市立人民医院。1987年，医院搬迁至天津市河西区体院北，更名为天津市肿瘤医院，原地址现为天津市口腔医院。

## 历史

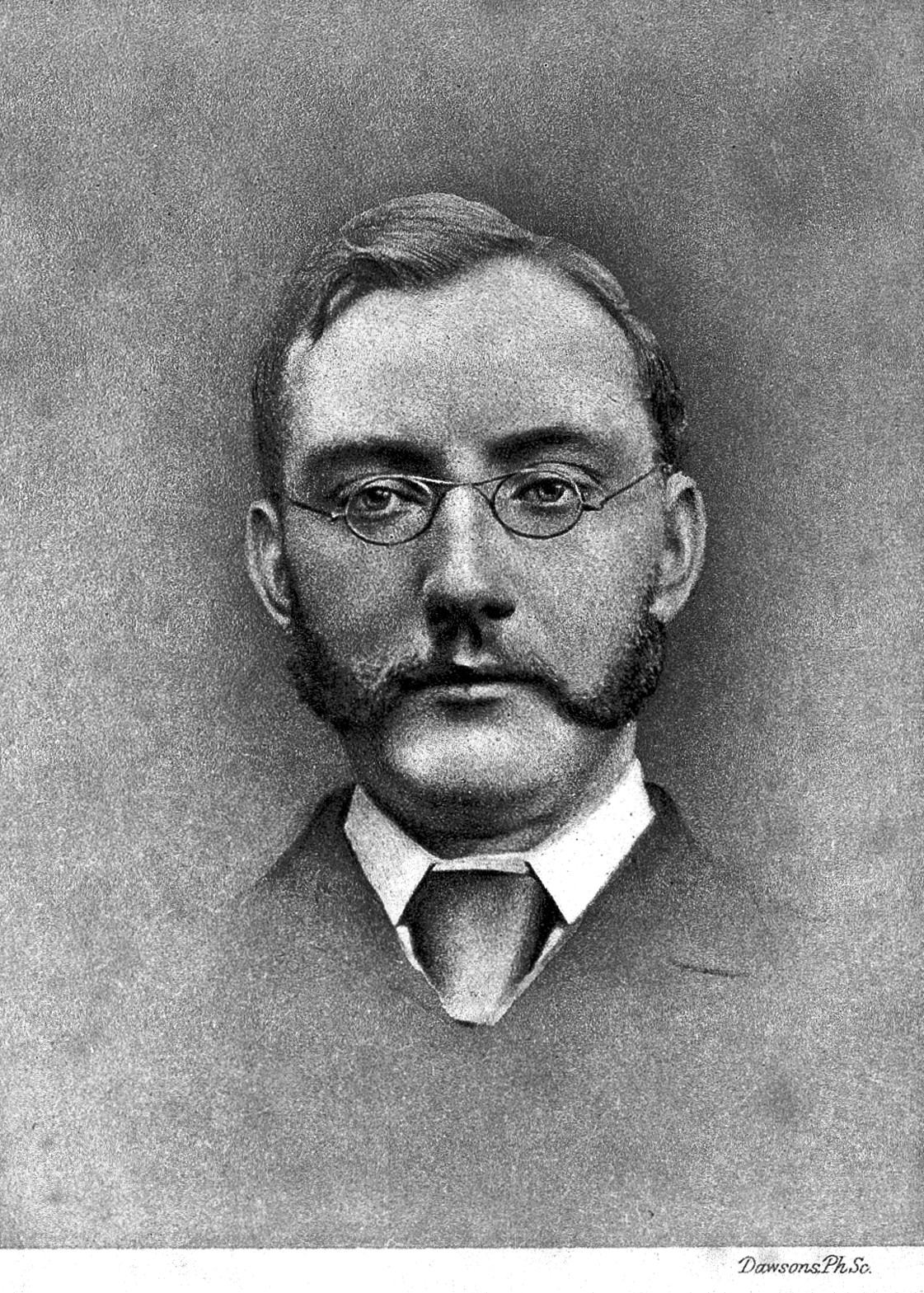
马大夫纪念医院首任院长马根济

### 清代

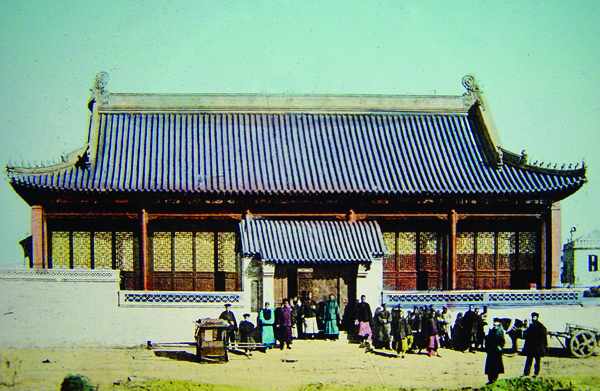
1880年落成的英国伦敦会施医院

马大夫纪念医院的前身为成立于1861年1月23日的英国驻天津军队在天津法租界紫竹林一带的随军门诊部。1868年12月1日，该门诊部主管权转交给英国基督教伦敦会并定名为“基督教伦敦会医院”，医院的经费主要依靠天津的官僚、绅商、买办捐助以及向病人劝募来维持。清光绪五年二月〔1879年2月〕，英国基督教伦敦会派遣马根济（John Kenneth Mackenzie）由汉口赴天津担任基督教伦敦会医院院长，他在任职期间建议时任直隸總督兼北洋通商大臣的李鸿章增加医院设备，扩充业务并创办西医医学馆，李鸿章接受其建议。
清光绪六年(1880年)在天津法租界海大道（Rue de Takou）（今大沽北路）在基督教伦敦会医院原有基础上建立伦敦会医院新楼并名为“伦敦会施医院”，也叫“天津医病馆”或“天津养病院”，当时俗称“总督医院”。新楼为一座殿阁式和歇山顶式中式建筑，同年10月29日医院正式开业，李鸿章主持有三百多人参加的医院开幕典礼。当时伦敦会施医院的大厅里悬挂着李鸿章亲笔手书的楹联：“为良相，为良医，只此痌瘝片念；有治人，有治法，何妨中外一家”。医院成立之初设有为天津当时权贵和其家属服务的头等病房和设在大地下室可容纳30多张病床的三等半费病房，此外，医院还设由挂号房、司账房、割症房、养病房，脉发药房等。清光绪十四年二月（1888年2月），马根济去世，英国基督教伦敦会便先后派人来伦敦会施医院主持工作。
清宣统三年（1911年），英国基督教伦敦会设立劝募基金并成立委员会筹划新院建筑的事宜，后来经天津法租界工部局赞助将伦敦会施医院的旧房屋全部拆除。

### 民国时期
1924年1月18日，新医院大楼建成，建筑面积为4810平方米，为砖木结构4层平顶建筑，建筑外立面为红砖清水墙带女儿墙，建筑的平面布局为“n”形。医院内部设有内科、外科和眼科的诊察室、换药室和手术室，医院改名为“马大夫纪念医院”。1928年，英国基督教伦敦会捐款为马大夫纪念医院建成两座医师的住宅楼。1929年，创建马大夫纪念医院附设护士学校，后于1937年更名为天津市私立济华高级护士职业学校。1930年，马大夫纪念医院北楼建成并投入使用。1931年，马大夫纪念医院加建一座后三楼。1935年，马大夫纪念医院南楼建成并投入使用。1937年，芦沟桥事变之后，马大夫纪念医院开始参加了战地救护工作并接收伤兵和难民。1940年，马大夫纪念医院被日军占领并改为“同仁会天津诊疗班”。1945年，天津市政府将其改名为“天津临时第一医院”。1945年12月1日，天津市政府将其归还英国基督教伦敦会并恢复旧名。

### 后续
中华人民共和国成立后的1953年，时任院长的雷爱德将医院交由天津市人民政府管理并更名为“天津市立人民医院”。1971年，天津市立人民医院骨科拆分并入天津市反帝医院（今天津市天津医院)。1987年，医院搬迁至天津市河西区体院北，更名为天津市肿瘤医院，原地址现为天津市口腔医院。
2003年9月，天津市口腔医院内发现清光绪六年（1880）马大夫医院落成时同步敬立的记载英国医生马根济在天津施医的经过的“马大夫医院建院纪念碑”。

## 建筑
马大夫纪念医院目前遗留的主楼建筑始建于1912年，由英商永固工程司设计。建筑面积4810平方米，最高部分四层，高度19.3米，拥有68个自然间的医院建筑。主楼源于设计人构思与当时的时代背景，建筑物的形式，受欧洲探新初期的影响，建筑外部设有复杂的装饰，强调建筑物比例，墙面窗子的关系，房屋的形体由简单的立方体组合而成。

## 历任院长

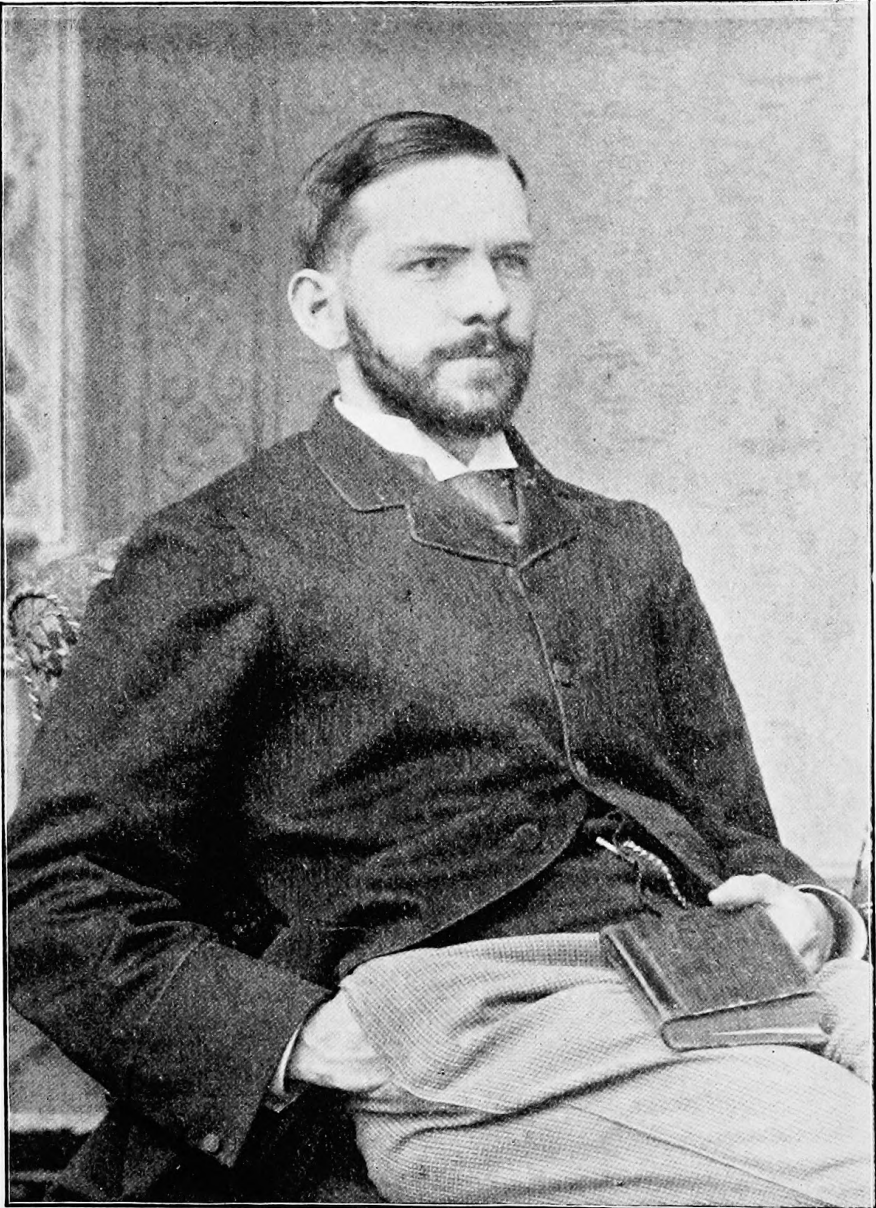
路博施

1. 马根济（John Kenneth Mackenzie），清光绪五年至十四年（1879年至1888年）
2. 路博施（Fred Roberts），清光绪十四年至二十年（1888年至1894年）
3. 史密斯，清光绪二十年至三十二年（1894年至1906年）
4. 伍德，清光绪三十三年至三十八年（1907年至1912年）
5. 皮克（1912年至1914年）
6. 法林（1914年至1916年）
7. 皮克（1916年至1922年）
8. 斯塔克利（1922年至1934年）
9. 赖特（1934年至1936年）
10. 斯塔克利（1936年至1938年）
11. 利德尔（1938年）
12. 格雷厄姆（1939年）
13. 米利奇（1940年至1949年）
14. 雷爱德（1949年至1953年）